# منشأة مبارك
قرية منشاة مبارك هي إحدى القرى التابعة لمركز منية النصر في محافظة الدقهلية في جمهورية مصر العربية. حسب إحصاءات سنة 2006، بلغ إجمالي السكان في منشاة مبارك 3487 نسمة، منهم 1753 رجل و1734 امرأة.